# René Spies
Pour les articles homonymes, voir Spies.
René Spies, né le 5 juillet 1973 à Winterberg, est un pilote de bobsleigh allemand.

## Carrière
René Spies est médaillé de bronze en bob à 2 aux championnats du monde de 2003 avec Franz Sagmeister.
Il est nommé entraîneur national de l'équipe d'Allemagne en 2016.

## Palmarès

### Championnats du monde
- : médaillé de bronze en bob à 2 aux championnats du monde de 2003.

### Championnats d'Europe
- Champion d'Europe de bob à 2 en 2003
- Vice-champion d'Europe de bob à 2 en 2005
- Vice-champion d'Europe de bob à 2 en 1995
- Médaillé de bronze aux championnats d'Europe de bob à 2 en 2001